# Cementiri de la Chacarita
El Cementiri de la Chacarita, també anomenat Cementiri de l'Oest, és un cementiri situat a la ciutat de Buenos Aires, Argentina, i amb les seves 95 hectàrees, és el més gran de la ciutat; limitat pels carrers Guzmán, Jorge Newbery, les vies del Ferrocarril Sant Martín, Garmendia, Del Camp i Elcano.

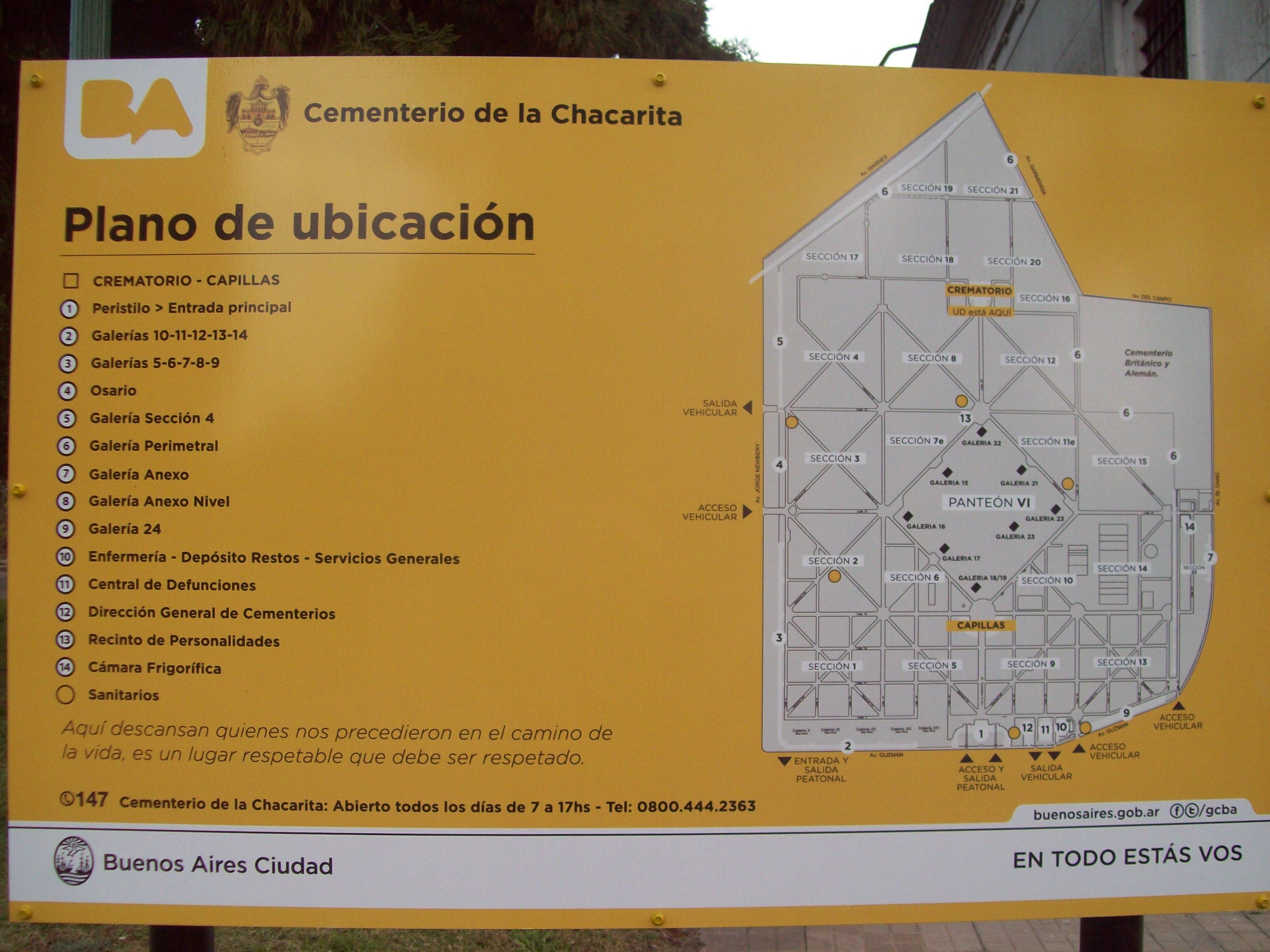
Plànol d'ubicació del Cementiri de Chacarita

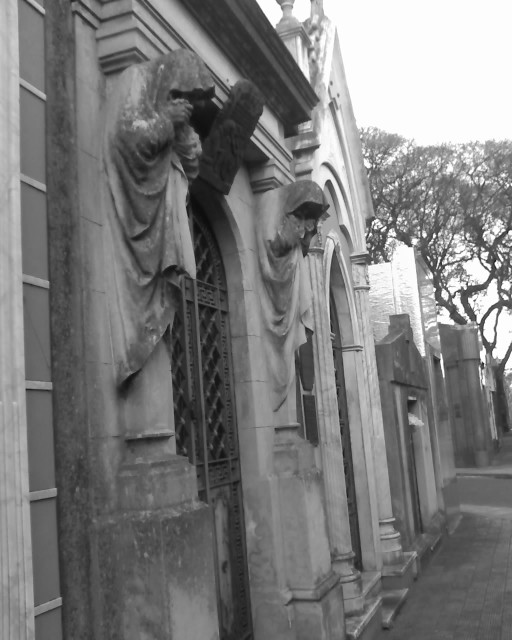
Mausoleu en el Cementiri de la Chacarita.

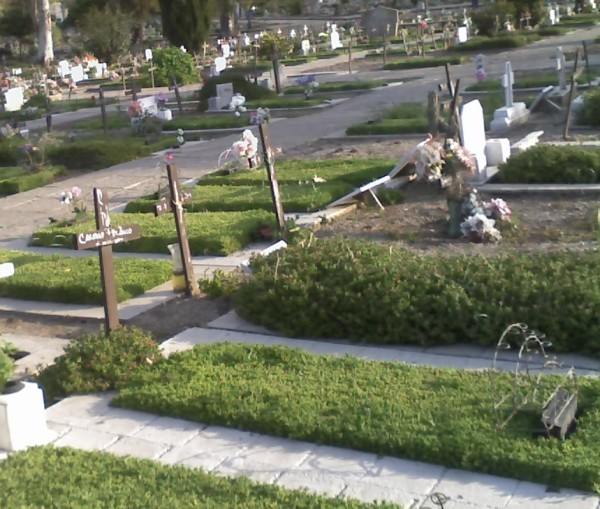
Tombes en el cementiri de la Chacarita.

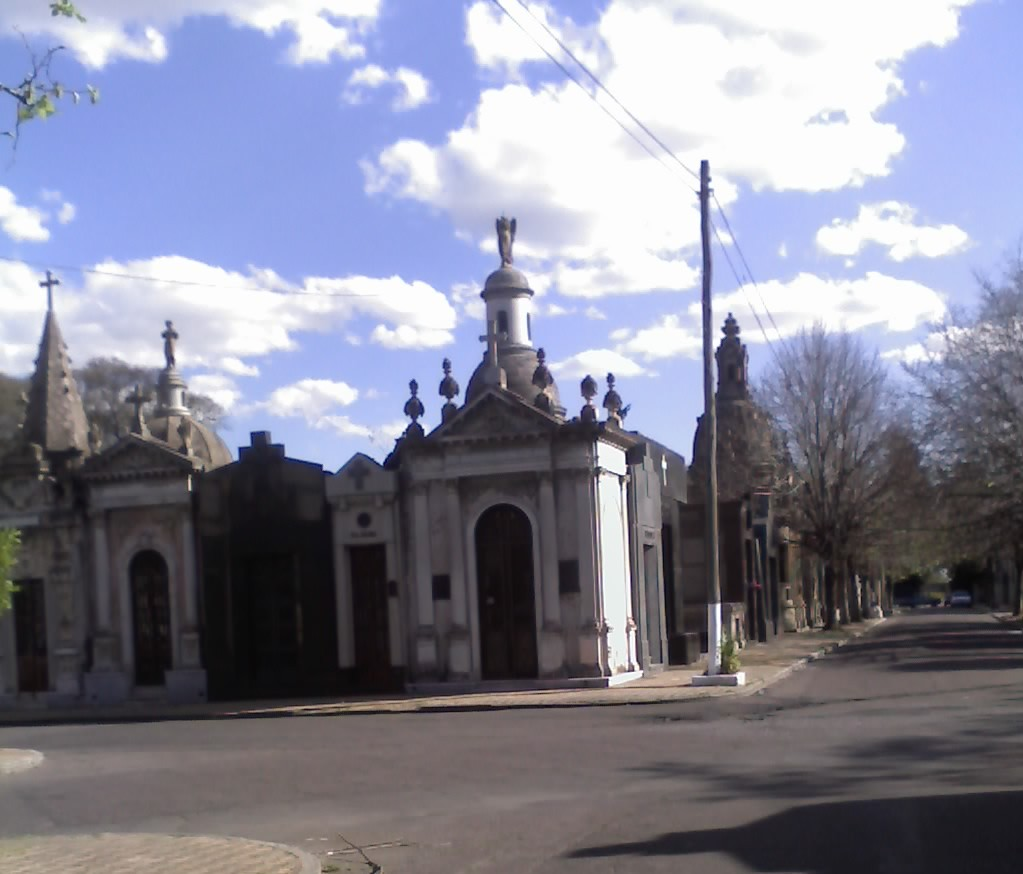
Una cantonada del sector de mausoleus del cementiri.

## Origen
El 1871 una epidèmia de febre groga va copejar la ciutat de Buenos Aires i va ser necessària la construcció de cementiris, ja que els existents no tenien suficient capacitat, i el Cementiri del Nord (actualment Cementiri de la Recoleta) havia prohibit que s'inhumessin allí als qui havien mort per l'epidèmia.
El nom del barri, que dona nom al cementiri, neix del diminutiu de Chácara o Chacra, veu quítxua que significa "granja", "quinta" o "fundo". En aquest cas, es tractava de la Chacra del Col·legi que la Companyia de Jesús tenia als afores de la ciutat de Buenos Aires cap a mitjan segle xviii. Per això se la coneixia com "la chacrita" o "chacarita dels col·legials".
Es va crear el Tramvia Fúnebre, que va ser utilitzat per arribar al cementiri, i es va inaugurar l'anomenada Estació Fúnebre en la intersecció dels carrers Bermejo (actualment Jean Jaurès) i avinguda Corrientes, on es rebien els taüts.
El cementiri comptava amb condicions d'higiene mínimes i sumat a la gran quantitat de víctimes que va causar l'epidèmia, es van arribar a cremar 564 cadàvers en un dia i segons testimoniatges en un dia van morir 14 empleats. Però les olors i la falta de salubritat molestaven als veïns del barri. Per aquesta raó el cementiri va ser clausurat en 1875, però va seguir funcionant fins al 9 de desembre de 1886, quan l'hi va clausurar definitivament.

## Chacarita la Nova
A partir de 1887 les inhumacions van començar a realitzar-se en el cementiri Chacarita la Nova, per la qual cosa els cadàvers van ser exhumats del vell cementiri i portats a l'ossera general del nou. El 30 de desembre de 1896 es va denominar a aquest cementiri com a Cementiri de l'Oest, però com encara era conegut com a Cementiri de la Chacarita, una ordenança del 5 de març de 1949 li va canviar el nom d'aquesta forma. Des del 13 de novembre de 1903 funciona en el cementiri el Crematori de la Ciutat de Buenos Aires.

### Personalitats
En el Cementiri de la Chacarita es troben enterrats nombroses figures de la política, esport i cultura argentina:
- Alejandro De Michele (1954-1983), cantant, poeta, compositor i guitarrista de rock.
- José Alonso (1917-1970), dirigent sindical.
- José Amalfitani (1894-1969), dirigent esportiu, ex-president del club Vélez Sarsfield.
- Alberto Anchart (1931-2011), actor.
- Roberto Arlt (1900-1942), escriptor.
- Paquita Bernardo (1900-1925), bandoneonista de tango.
- Gilda (1961-1996), cantant de cúmbia.
- Patrick McCarthy (1871-1963), marí i professor.
- Antonio Berni (1905-1981), pintor, gravador, muralista.
- Rodolfo Blasco (?-1961), actor, director de cinema.
- Oscar Bonavena (1942-1976), boxador.
- Ángel Borlenghi (1904-1962), sindicalista i polític.
- Enrique Cadícamo (1900-1999), lletrista de tango.
- Jeanette Campbell (1916-2003), nedadora, primera medallista olímpica dona.
- Francisco Canaro (1888-1964), músic i director de tango.
- Julio de Caro (1899-1980), músic i director de tango.
- Francisco de Car (1898-1976), músic de tango.
- Evaristo Carriego (1883-1912), poeta.
- Elías Castelnuovo (1893-1982), escriptor.
- Adolfo Castelo (1940-2004), periodista, humorista.
- Gustavo Cerati (1959-2014), músic, cantautor i capdavanter fundador de Soda Stereo.
- Ramón Cereijo (1913-2003), economista.
- Juan D'Arienzo (1900-1976), músic i director de tango.
- Norberto Díaz (1952-2010), actor.
- Roberto Marcelo Levingston (1939 - 2015), militar i president de facto.
- Gustavo Donés (1953-2007), Músic de rock. Ex integrant de Suèter.
- Enrique Santos Discépolo (1901-1951), compositor de tango, dramaturg, actor.
- Eduardo Luis Duhalde (1939 - 2012), advocat i historiador.
- Vito Dumas (1900-1965), esportista, navegant.
- María Gabriela Epumer (1963-2003), guitarrista i cantautora de rock.
- Ada Falcón (1905-2002), cantant de tango.
- Edelmiro J. Farrell (1887-1980), militar porteño, president de facto de la República Argentina entre 1944 i 1946.
- Celedonio Esteban Flores (1896-1947), poeta i lletrista de tango.
- Juan Gálvez (1916-1963), automobilista.
- Oscar Alfredo Gálvez (1913-1989), automobilista.
- Carlos Gardel (1890?-1935), músic i cantor de tango.
- Alfredo Li Pera (1900-1935), músic, acompanyant de Carlos Gardel.
- Agustín Magaldi (1898-1938), músic de tango.
- Homer Manzi (1907-1951), lletrista de tango i cineasta.
- José María Gatica (1925-1963), boxador (traslladat a Vila Mercedes, Sant Luis, en 2013).
- Severino di Giovanni (1901-1931), anarquista italià.
- Rodolfo González (1930-2009), acordeonista.
- Roberto Goyeneche (1926-1994), cantant de tango.
- Paul Groussac (1848-1929), historiador, escriptor, bibliotecari.
- Alfredo Guttero (1882-1932), pintor.
- Bernardo Houssay (1887-1971), metge, científic, Premi Nobel de Medicina 1947
- José Enginyers (1877-1925), metge,escriptor.
- Raúl Landini (1909-1988), boxador.
- Juan Carlos Lectoure (1936-2002), empresari pugilístico.
- Irineo Leguisamo (1903-1985), esportista, corredor de carreres hípicas.
- Antonio Vespucio Liberti (1902-1978), dirigent esportiu, expresident del club River Plate.
- La Mare María (María Salomé Loredo, 1854-1928), remeiera hispanoargentina.
- Miguel Marín (1944-1991), futbolista, arquero.
- Mico Maris (1906-1991), actriu.
- Adrián Martel (1948-2013), actor.
- Norberto Méndez (1923-1998), esportista, futbolista.
- Tita Merello (1904-2002), actriu.
- Enrique Gorriarán Merlo (1941-2006), líder guerriller, fundador del ERP.
- Miguel de Molina (1908-1993), cantant de cobla.
- Ernesto Montiel (1916-1975), músic, folklorista.
- Oscar Moro (1948-2006), músic de rock.
- Federico Moura (1951-1988), músic de rock.
- Norberto Pappo Napolità (1950-2005), guitarrista de rock.
- Gustavo Kupinski (1974-2011), músic de rock.
- Julieta Lanteri (1873-1932), mèdica, política.
- Jorge Newbery (1875-1914), esportista, aviador.
- Alberto Olmedo (1933-1988), actor còmic.
- Malvina Pastorino (1916-1994), actriu.
- Adolfo Pedernera (1918-1995), esportista, futbolista.
- Pascual Pérez (1926-1977), boxador.
- Fabián Polosecki (1964-1996), periodista.
- Jorge Porcel (1936-2006), actor còmic.
- Alfredo Prada (1924-2007), boxador.
- Osvaldo Pugliese (1905-1995), músic de tango i director d'orquestra.
- Benito Quinquela Martín (1890-1977), pintor.
- Francisco Rabanal (1906-1982), polític.
- Rubén Rabanal (1935-1985), polític.
- Ariel Ramírez (1921-2010), músic, compositor, pianista.
- Martha dels Rius (1906-1995), actriu.
- Waldo dels Rius (1934-1977), músic, director d'orquestra.
- Ethel Rojo (1937-2012), vedette i actriu.
- José Ignacio Rucci (1924-1973), dirigent sindical.
- Luis Sandrini (1905-1980), actor.
- Carlos Di Sarli (1903-1960), músic i director de tango.
- Mohamed Alí Seineldín (1933-2009), militar argentí.
- Osvaldo Soriano (1943-1997), escriptor.
- Alfonsina Storni (1892-1938), poetessa.
- Justo Suárez (1909-1938), boxador.
- Horaci Taicher (1954-1993), actor.
- Ahmed Ratip Canga (1905-1993), músic de jazz.
- Torcuato di Tella (1892-1948), industrial, filantrop.
- Guido di Tella (1931-2001), enginyer, economista, polític.
- Carlos Thays (1849-1934), paisatgista.
- Lolita Torres (1929-2002), actriu.
- Aníbal Troilo (1914-1975), músic de tango.
- Saúl Ubaldini (1936-2006), dirigent sindical.
- Augusto Timoteo Vandor (1923-1969), dirigent sindical.
- Leopoldo Torre Nilsson (1925-1978), director, productor de cinema.
- Quique Villanueva (1942-1997), cantant
- Ángel Villoldo (1861-1919), músic de tango.
- María Elena Walsh (1930-2011), poetisa i compositora.
- Marcos Zucker (1921-2003), actor.
- Martín Gianola (1970-2013), actor.
- Juan Carlos Calabró (1934-2013), actor.[1]
- Juan Manuel Tenuta (1924-2013), actor.
- Alfredo Alcón (1930-2014), actor i director.
- Norma Pons (1943-2014), actriu i vedette.
- Leon Ferrari (1920-2013), artista plàstic.
- Annemarie Heinrich (1912-2005), fotògrafa.
- Nélida Romero (1926-2015), actriu.
- Jorge Sassi (1950-2015), actor.
- Roberto Fontana (1934-1999), productor.
- Elsa Sánchez de Oesterheld (1925-2015), activista, membre de Mares de Plaça de Maig.
- Juan Carlos Dual (1933-2015), actor.
- Cipe Lincovsky (1929-2015), actriu.
- Héctor Negre (1934-2015), periodista i poeta.
- Alejandro Álvarez (1938-2015), actor.
- Elena Lucena (1914-2015), actriu i cantant.

En el Cementiri Alemany (contigu a la Chacarita i al Cementiri Britànic) està enterrat Hans Langsdorff (1894-1939), comandant del cuirassat Graf Spee de l'Alemanya nazi.